# 시인의 사랑
"시인의 사랑"은 2017년에 개봉한 대한민국의 영화이다.

## 캐스팅
- 양익준 : 시인 역
- 전혜진 : 아내 역
- 정가람 : 소년 역
- 원미연 : 노모 역
- 방은희 : 소년 모 역
- 이난 : 소년 부 역
- 김명진 : 소녀 역
- 김종수 : 동인회장 역
- 백지원 : 턱주가리 역
- 김성혁 : 청년 1 역
- 한우성 : 청년 2 역
- 김성호 : 방과후 남학생 역
- 문소현 : 방과후 여학생 역
- 최희진 : 의사 역
- 신기원 : 잔칫집 지인 1 역
- 차정민 : 잔칫집 지인 2 역
- 조용휘 : 런닝맨게임 남고생 역
- 최재욱 : 통닭집 주인 역
- 문신우 : 시인 아기 역
- 고시전 : 할아버지 역
- 김세홍 : 할아버지 아들 역
- 이지은 : 알바생 역
- 문희현 : 간호사 역
- 최영우 : 잔칫집 신랑 역
- 강지혜 : 잔칫집 신부 역
- 강민건 : 소년일행 역
- 강지우 : 소년일행 역
- 홍연이 : 소년일행 역
- 송용환 : 동인회원들 역
- 송태완 : 동인회원들 역
- 이건창 : 동인회원들 역
- 이은주 : 동인회원들 역
- 이재우 : 동인회원들 역
- 최우영 : 동인회원들 역
- 한지영 : 동인회원들 역
- 소선 : 고스톱 아줌마 / 친척들 역
- 양순덕 : 고스톱 아줌마 / 친척들 역
- 정윤선 : 고스톱 아줌마 / 친척들 역
- 강승훈 : 고스톱 아줌마 / 친척들 역
- 고정민 : 고스톱 아줌마 / 친척들 역
- 김수영 : 오프닝 승객들 역
- 박혜란 : 오프닝 승객들 역
- 양옥이 : 오프닝 승객들 역
- 홍기오 : 오프닝 승객들 역
- 홍은비 : 오프닝 승객들 역
- 김성균 : 친구 역 (특별출연)

## 수상
- 2017년 제18회 전주국제영화제 전주 시네마 프로제트
- 2017년 제13회 제주영화제 제주트멍
- 2017년 제30회 도쿄국제영화제 페이사쥬
- 2017년 제42회 토론토국제영화제 디스커버리 부문
- 2017년 제18회 부산영화평론가협회상 수상 각본상 (김양희)
- 2017년 제12회 파리한국영화제 페이사쥬
- 2018년 제12회 대종상영화제 신인남자배우상
- 2018년 제44회 시애틀국제영화제 현대 세계 영화, 아시안 크로스로드
- 2018년 제23회 춘사영화제 신인남우, 감독상
- 2018년 제13회 런던국제영화제 특별상영, Touring Programme: Glasgow Screening, Edinburgh Screening
- 2018년 제41회 예테보리국제영화제 뉴 보이스
- 2018년 제28회 시네퀘스트 영화제 장편영화
- 2018년 제5회 들꽃영화상 조연, 신인배우, 시나리오, 극영화 신인감독상